# Studieportalen.dk
Studieportalen tilbyder lektiehjælp til gymnasie- og folkeskoleelever. Studieportalen er opbygget omkring 'community'-tankegangen, hvor det i princippet er medlemmerne selv, der skaber debatten. Studieportalen har ud over et debatforum tests også undervisningsvideoer. Siden henvender sig primært til studerende på gymnasiale ungdomsuddannelser og har pt. over 70.000 månedlige brugere
Studieportalen drives af virksomheden Better Students, der er ejet af Freeway Holding.